# Championnat du Kirghizistan de football 2020
Navigation
Saison précédente Saison suivante
La saison 2020 du Championnat du Kirghizistan de football est la vingt-neuvième édition de la première division au Kirghizistan. Il y a neuf équipes engagées cette saison et la compétition prend la forme d'une poule unique où les formations s'affrontent à deux reprises.
C'est le Dordoi Bichkek, qui remporte la compétition cette saison après avoir terminé en tête du classement final. C'est le douzième titre de champion du Kirghizistan de l'histoire du club.
Le vainqueur du championnat et le vainqueur de la coupe nationale se qualifient pour la phase de groupe de la Coupe de l'AFC 2020, la compétition inter-clubs de deuxième niveau en Asie.

## Les clubs participants
- Dordoi Bichkek
- Alga Bichkek
- FC Neftchi Kotchkor-Ata
- Abdish-Ata Kant
- FC Alay Och
- FC Khimik Kara-Balta
- Kaganat Och - nouveau admis
- Ilbirs Bishkek
- Akademija-Lider renommé Lider-Chempion

## Compétition
Le barème de points servant à établir le classement se décompose ainsi :
- Victoire : 3 points
- Match nul : 1 point
- Défaite : 0 point

### Classement
| Rang | Équipe                  | Pts | J  | G  | N | P  | Bp | Bc | Diff |
| ---- | ----------------------- | --- | -- | -- | - | -- | -- | -- | ---- |
| 1    | Dordoi Bichkek T        | 35  | 14 | 11 | 2 | 1  | 38 | 9  | +29  |
| 2    | Alga Bichkek            | 29  | 14 | 9  | 2 | 3  | 15 | 12 | +3   |
| 3    | FC Neftchi Kotchkor-Ata | 28  | 14 | 9  | 1 | 4  | 27 | 15 | +12  |
| 4    | Abdish-Ata Kant         | 23  | 14 | 6  | 5 | 3  | 21 | 17 | +4   |
| 5    | FC Alay Och C           | 23  | 14 | 7  | 2 | 5  | 16 | 12 | +4   |
| 6    | Kaganat Och             | 15  | 14 | 4  | 3 | 7  | 17 | 24 | -7   |
| 7    | FC Khimik Kara-Balta    | 3   | 14 | 0  | 3 | 11 | 8  | 30 | -22  |
| 8    | Ilbirs Bishkek          | 2   | 14 | 0  | 2 | 12 | 6  | 29 | -23  |
| 9    | Lider-Chempion          | 0   | 0  | 0  | 0 | 0  | 0  | 0  | 0    |

|  | Qualification pour la Coupe de l'AFC 2021                                                    |
|  | T : Tenant du titre C : Vainqueur de la Coupe du Kirghizistan P : Promu de deuxième division |

- Lider-Chempion déclare forfait après la première journée et se retire  de la compétition.

Le nombre de clubs relégués ou promus dépend de la capacité des clubs à satisfaire toutes les exigences de licence de la première division.

## Bilan de la saison
| Championnat du Kirghizistan de football 2020 |                            |
| Champion                                     | Dordoi Bichkek (12e titre) |
| Coupes et trophées                           |                            |
| Vainqueur de la Coupe du Kirghizistan 2020   | FC Alay Och                |
| Qualifications continentales                 |                            |
| Coupe de l'AFC 2021                          | Dordoi Bichkek             |
| Coupe de l'AFC 2021                          | FC Alay Och                |
| Promotions et relégations                    |                            |
| Promus en Vysshaya Liga                      | aucun                      |
| Relégués en Deuxième division                | aucun                      |